# Michael Nesmith

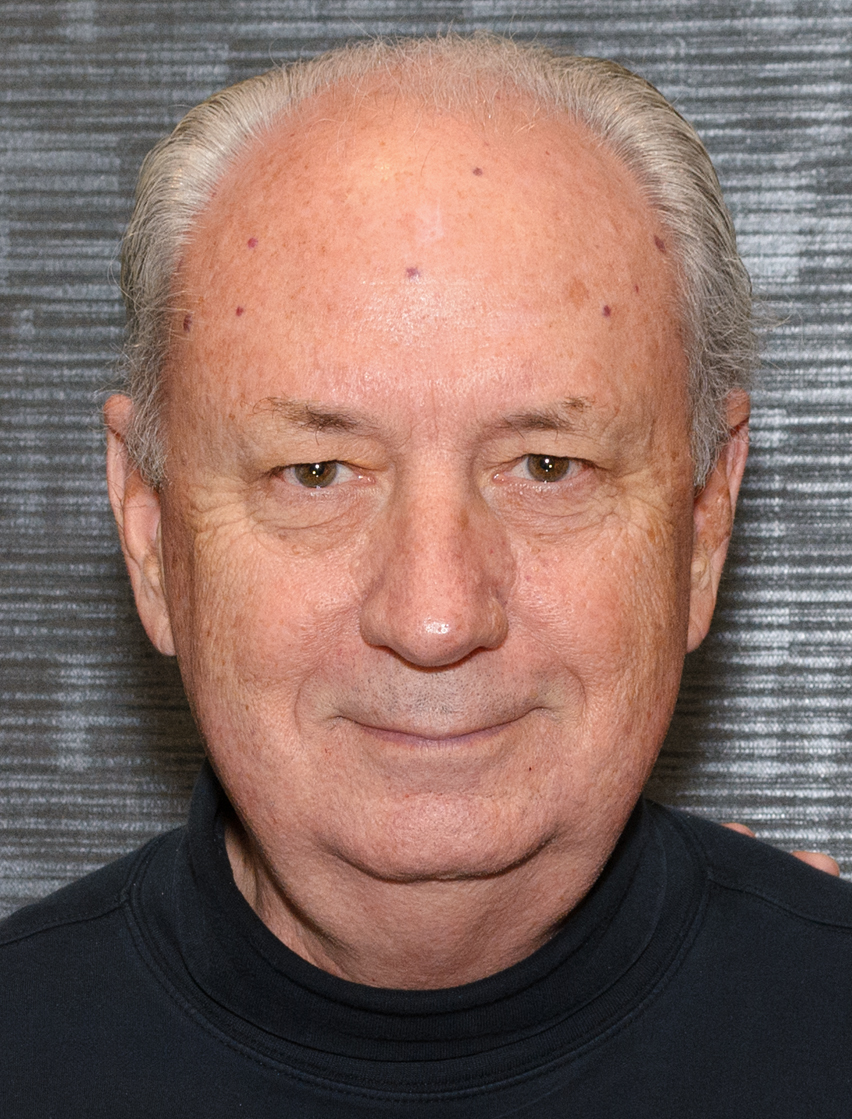
Michael Nesmith (2017)

Robert Michael Nesmith (* 30. Dezember 1942 in Houston, Texas; † 10. Dezember 2021 in Carmel Valley Village, Kalifornien) war ein US-amerikanischer Musikproduzent, Autor, Sänger, Multiinstrumentalist und Schauspieler. Er wurde in den 1960er Jahren als Mitglied der gecasteten Pop-Rock-Band The Monkees bekannt. Darüber hinaus lieferte er die Grundidee für den Musiksender MTV und trat als Produzent des Films Repo Man von Alex Cox in Erscheinung.

## Leben

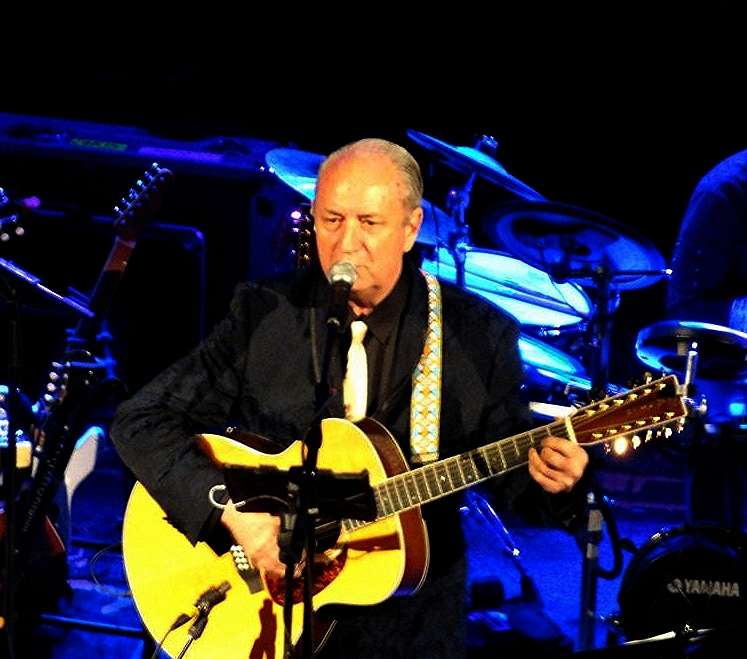
Michael Nesmith (2013)

Michael Nesmith war der Sohn von Bette Nesmith Graham, der Erfinderin von Liquid Paper (vergleichbar mit Tipp-Ex), einer Flüssigkeit zur Korrektur von Tippfehlern.
Er begann seine Karriere unter dem Namen Michael Blessing. Unter diesem Namen veröffentlichte er einige weniger erfolgreiche Platten, schrieb aber einige Lieder für andere Interpreten. Different Drum der Stone Poneys (feat. Linda Ronstadt) dürfte dabei das bekannteste Werk sein. Bekannt wurde Nesmith 1966 als Mitglied der Popgruppe The Monkees, zu der auch Davy Jones, Micky Dolenz und Peter Tork gehörten. Nesmith verließ 1970 die Popgruppe.
Danach gründete er weitere Bands und produzierte selbst Lieder, bis er die Pacific Arts Corporation gründete und mit ihr 1975 die erste eigene Produktion veröffentlichte. Ein Jahr später folgte das Album From a Radio Engine to a Photon Wing mit der Hitsingle Rio. Anfang 1971 war die von dem deutschen Sänger Randolph Rose gesungene deutsche Fassung Silvermoon Baby des Nesmith-Titels Silver Moon acht Wochen in der deutschen Hitparade unter den ersten 20. Das Stück erreichte im April 1971 Platz 5 als höchste Platzierung.
Nesmith entwickelte ein Sendeformat für Videoclips, genannt Pop Clips, für den Kabelsender Nickelodeon, der es weiterverkaufte an Time Warner, was letztlich zur Gründung des Musiksenders MTV führte. 1997 drehte er einen Revival-Fernsehfilm unter dem Titel Hey, Hey, It’s the Monkees, der die originalen Bandmitglieder in ihren Fernsehrollen nach 30 Jahren immer noch auf der Suche nach Erfolg zeigt. 1998 veröffentlichte er einen Roman mit dem Titel The Long Sandy Hair of Neftoon Zamora.
Michael Nesmith starb 20 Tage vor Vollendung seines 79. Lebensjahres im Dezember 2021.

## Auszeichnungen
- 1982: Grammy Award für die Videoproduktion Elephant Parts
- 1983: Fantafestival, „Best Screenplay“-Preis als Drehbuchautor für den Film Timerider – Das Abenteuer des Lyle Swann, zu dem er auch die Filmmusik schrieb

## Diskografie

### Alben
| Jahr | Titel                           | Höchstplatzierung, Gesamtwochen, AuszeichnungChartsChartplatzierungen (Jahr, Titel, Platzierungen, Wochen, Auszeichnungen, Anmerkungen) | Anmerkungen |
| Jahr | Titel                           | US | Anmerkungen |
| ---- | ------------------------------- | --- | ----------- |
| 1968 | The Wichita Train Whistle Sings | US144 (7 Wo.)US |             |
| 1970 | Magnetic South                  | US143 (3 Wo.)US |             |
| 1970 | Loose Salute                    | US159 (4 Wo.)US |             |
| 1979 | Infinite Rider on the Big Dogma | US151 (9 Wo.)US |             |

Weitere Alben
- Nevada Fighter (1971)
- Tantamount to Treason Volume One (1972)
- And the Hits Just Keep on Comin’ (1972)
- Pretty Much Your Standard Ranch Stash (1973)
- The Prison (LP mit Buch, 1974)
- Compilation (Compilation, 1976)
- From a Radio Engine to the Photon Wing (1977)
- Live at the Palais (1978)
- The Michael Nesmith Radio Special (DJ-only Promo LP, 1979)
- The Newer Stuff (Compilation, 1989)
- …Tropical Campfires… (1992)
- The Garden (CD mit Buch, 1994)
- The Best Of Michael Nesmith: Listen to the Band (Compilation, 1997)
- Masters- 20 Classic Tracks (Compilation, 1998)
- Live at the Britt Festival (2 CDs, 1999)
- 16 Original Classics (Compilation, 1999)
- 2 on 1: Magnetic South/Loose Salute (2000)
- 2 on 1: And the Hits Just Keep on Comin’/Pretty Much Your Standard Ranch Stash (2000)
- Timerider: The Adventure of Lyle Swann (Soundtrack Sampler, CD Re-Release, 2000)
- Complete First National Band Recordings (2 CD Compilation, 2001)
- 2 on 1: Nevada Fighter/Tantamount to Treason Volume One (2001)
- Various Artists: Papa Nez – A Loose Salute to the Work of Michael Nesmith (2001)
- The Best of Michael Nesmith: Original Hits (Compilation, 2002)
- Silver Moon (Compilation, 2002)
- The Long Sandy Hair of Neftoon Zamora (Spoken word CD box, 2004)
- Rays (2006)

### Singles
| Jahr | Titel Album                                | Höchstplatzierung, Gesamtwochen, AuszeichnungChartplatzierungen (Jahr, Titel, Album, Platzierungen, Wochen, Auszeichnungen, Anmerkungen) | Höchstplatzierung, Gesamtwochen, AuszeichnungChartplatzierungen (Jahr, Titel, Album, Platzierungen, Wochen, Auszeichnungen, Anmerkungen) | Höchstplatzierung, Gesamtwochen, AuszeichnungChartplatzierungen (Jahr, Titel, Album, Platzierungen, Wochen, Auszeichnungen, Anmerkungen) | Anmerkungen |
| Jahr | Titel Album                                | DE | UK | US | Anmerkungen |
| ---- | ------------------------------------------ | --- | --- | --- | ----------- |
| 1970 | Joanne Magnetic South                      | — | — | US21 (12 Wo.)US |             |
| 1970 | Silver Moon Loose Salute                   | DE34 (6 Wo.)DE | — | US42 (9 Wo.)US |             |
| 1971 | Nevada Fighter                             | — | — | US70 (4 Wo.)US |             |
| 1977 | Rio From A Radio Engine To The Photon Wing | — | UK28 (6 Wo.)UK | — |             |

Weitere Singles
- 1963: Wanderin
- 1965: How Can You Kiss Me
- 1965: The New Recruit
- 1965: Until It’s Time for You to Go
- 1967: Just A Little Love
- 1968: Tapioca Tundra
- 1970: Little Red Rider
- 1971: Texas Morning
- 1971: I’ve Just Begun To Care (Propinquity)
- 1972: Mama Rocker
- 1972: Roll With The Flow
- 1979: Magic
- 1979: Cruisin’

## Filmografie (Auswahl)
- 1966–1968: The Monkees (Fernsehserie, 57 Folgen) – als Schauspieler
- 1968: Head – als Schauspieler, Regie: Bob Rafelson
- 1982: Timerider – Das Abenteuer des Lyle Swann – als Drehbuchautor mit William Dear und Komponist
- 1984: Repo Man – als Produzent und in einer kleinen Rolle, Regie: Alex Cox
- 1987: Die diebische Elster (Burglar) – als Schauspieler, Regie: Hugh Wilson
- 1988: Tapeheads – Verrückt auf Video (Tapeheads) – als Produzent und in einer kleinen Rolle, Regie: Bill Fishman
- 1997: Hey, Hey, It’s the Monkees (Fernsehfilm) – Regie, Drehbuch, Hauptrolle
- 2014: Portlandia (Fernsehserie, Folge 3D Printer) – als Schauspieler

## Bibliografie
- Michael Nesmith: Infinite Tuesday. An Autobiographical Riff, Crown/Archetype 2017, ISBN 978-1-101-90750-4.
- Michael Nesmith: The Long Sandy Hair of Neftoon Zamora, St. Martin’s Press, ISBN 0-312-19296-7.